# Diacranthera
Diacranthera là một chi thực vật có hoa trong họ Cúc (Asteraceae).

## Loài
Chi Diacranthera gồm các loài: